# Андерссон, Эрик
Эрик Матс Симон Андерссон (швед. Erik Mats Simon Andersson; род. 3 мая 1997, Швеция) — шведский футболист, полузащитник клуба «Хельсингёр».

## Клубная карьера
Футболом начинал заниматься в «Вормо», откуда затем перешёл в главную команду города — «Ландскруну». В её составе 29 октября 2012 года дебютировал в Суперэттане в игре с «Йёнчёпингс Сёдрой». Андерссон появился на поле в стартовом составе и на 33-й минуте встречи открыл счёт. Благодаря этому голу он стал самым юным бомбардиром Суперэттана в истории.
13 ноября 2014 года подписал четырёхлетний контракт с «Мальмё». Первую и единственную игру за основной состав команды провёл 28 февраля 2015 года в кубковом матче с «Худиксваллем», заменив в концовке встречи Йо-Инге Бергета. Перед сезоном 2016 года на правах аренды отправился в «Треллеборг», а в марте следующего года арендное соглашение было продлено ещё на один сезон.
В январе 2018 года подписал с «Треллеборгом» полноценный контракт. 1 апреля в матче первого круга с «Гётеборгом» Андрессон дебютировал в чемпионате страны. По итогам сезона клуб вылетел из Алльсвенскана, заняв последнюю строчку в турнирной таблице. После этого полузащитник провёл в клубе ещё два сезона, выступая в Суперэттане.
2 февраля 2021 года стал игроком «Сундсвалля», подписав с ними контракт на три года. Впервые в футболке нового клуба сыграл 20 февраля 2021 года в матче группового этапа кубка страны с «Норрчёпингом», выйдя в стартовом составе и отыграв 63 минуты, после чего уступив место Йесперу Карстрёму. По итогам сезона вместе с клубом занял вторую строчку в Суперэттане и завоевал право выступать в Алльсвенскане. Дебютировал в чемпионате страны 3 апреля 2022 года в игре первого тура с «Сириусом».

## Личная жизнь
Отец Эрика, Матс, также профессиональный футболист, провёл более 250 игр за «Ландскруну», а также выступал за «Хельсингборг» и «Мьельбю».

## Достижения
Сундсвалль:
- Серебряный призёр Суперэттана: 2021

## Клубная статистика
| Выступление      | Выступление      | Выступление      | Лига | Лига | Кубки | Кубки | Конт. кубки | Конт. кубки | Разное | Разное | Итого | Итого |
| Клуб             | Лига             | Сезон            | Игры | Голы | Игры  | Голы  | Игры        | Голы        | Игры   | Голы   | Игры  | Голы  |
| ---------------- | ---------------- | ---------------- | ---- | ---- | ----- | ----- | ----------- | ----------- | ------ | ------ | ----- | ----- |
| Ландскруна       | Суперэттан       | 2012             | 2    | 1    | 0     | 0     | 0           | 0           | 0      | 0      | 2     | 1     |
| Ландскруна       | Суперэттан       | 2013             | 22   | 2    | 2     | 0     | 0           | 0           | 0      | 0      | 24    | 2     |
| Ландскруна       | Суперэттан       | 2014             | 27   | 3    | 1     | 1     | 0           | 0           | 0      | 0      | 28    | 4     |
| Ландскруна       | Итого            | Итого            | 51   | 6    | 3     | 1     | 0           | 0           | 0      | 0      | 54    | 7     |
| Мальмё           | Алльсвенскан     | 2015             | 0    | 0    | 1     | 0     | 0           | 0           | 0      | 0      | 1     | 0     |
| Мальмё           | Итого            | Итого            | 0    | 0    | 1     | 0     | 0           | 0           | 0      | 0      | 1     | 0     |
| Сундсвалль       | Суперэттан       | 2016             | 16   | 0    | 0     | 0     | 0           | 0           | 0      | 0      | 16    | 0     |
| Сундсвалль       | Суперэттан       | 2017             | 23   | 4    | 0     | 0     | 0           | 0           | 2      | 0      | 25    | 4     |
| Сундсвалль       | Алльсвенскан     | 2018             | 19   | 2    | 3     | 0     | 0           | 0           | 0      | 0      | 22    | 2     |
| Сундсвалль       | Суперэттан       | 2019             | 29   | 4    | 1     | 0     | 0           | 0           | 0      | 0      | 30    | 4     |
| Сундсвалль       | Суперэттан       | 2020             | 30   | 4    | 1     | 0     | 0           | 0           | 1      | 0      | 32    | 4     |
| Сундсвалль       | Итого            | Итого            | 117  | 14   | 5     | 0     | 0           | 0           | 3      | 0      | 125   | 14    |
| Сундсвалль       | Суперэттан       | 2021             | 26   | 5    | 4     | 0     | 0           | 0           | 0      | 0      | 30    | 5     |
| Сундсвалль       | Алльсвенскан     | 2022             | 9    | 1    | 2     | 0     | 0           | 0           | 0      | 0      | 11    | 1     |
| Сундсвалль       | Итого            | Итого            | 35   | 6    | 6     | 0     | 0           | 0           | 0      | 0      | 41    | 6     |
| Всего за карьеру | Всего за карьеру | Всего за карьеру | 203  | 26   | 15    | 1     | 0           | 0           | 3      | 0      | 221   | 27    |